# يوليا بيرغر
يوليا بيرغر هي لاعبة جمباز فني روسية، ولدت في 5 أغسطس 1991 في موسكو في روسيا.

## وصلات خارجية
- يوليا بيرغر على موقع الاتحاد الدولي للجمباز (licence) (الإنجليزية)
- يوليا بيرغر على موقع الاتحاد الدولي للجمباز (biography) (الإنجليزية)